# K3
El K3 va ser un canal de televisió pública en català dedicat al públic infantil i juvenil que pertanyia a Televisió de Catalunya. Es va inaugurar el 23 d'abril del 2001 assumint la programació infantojuvenil del Canal 33, canal amb el qual compartia freqüència fins al 2006. Amb 8 anys de vida, el 18 d'octubre del 2009 es va substituir pel nou canal de la mateixa temàtica anomenat Canal Super3.

## Història
Degut a l'enorme creixement de les franges de programació infantil al Canal 33, segon canal autonòmic català, la CCRTV va decidir reestructurar els seus dos canals. Així, el 23 d'abril de 2001 naixia el K3, un canal que compartiria freqüència amb el 33 i que emetria sota aquesta denominació la programació infantil i juvenil de la segona cadena, a més d'incloure alguns documentals.
El dia 3 de desembre del 2006 el K3 i el 33 es van separar en el format digital. En la televisió analògica les emissions continuaven sent en un canal 33/K3, però en la televisió digital terrestre el 33 va passar (el 2 de desembre) a tenir un canal propi 24 hores i el K3 es va fusionar amb el Canal 300. Coincidint amb aquest fet el K3 va canviar d'imatge.
A dos quarts de dues del migdia del diumenge 18 d'octubre de 2009 el K3, va ser substituït per un nou canal de la mateixa temàtica, el Canal Super3.

### Logotips
Durant la seva història, el K3 tingué dos logotips:

Del 2001 al 2006
Del 2006 al 2009

## Programació
La cadena es nodreix principalment de sèries infantils i juvenils internacionals.
Existeixen 2 blocs principals que aglutinen la major part de la programació del K3: d'una banda el programa Club Super3, que s'encarrega d'una programació purament infantil, i per l'altre l'espai 3xl.cat (anteriorment anomenat 3xl.net), que s'encarrega de la programació juvenil. Amb l'arribada del canal exclusiu de TDT ha desenvolupat nous programes més especialitzats com Mic 3 (sèries per a nens en edat preescolar i infantil), o Tags (programa d'entreteniment i oci per a preadolescents) entre d'altres.
Emet també cada tarda l'informatiu adreçat a nens Info K, inspirat en el veterà Newsround de la BBC.
En la composició de les seves sèries, K3 compta amb produccions a nivell nacional (com Les tres bessones, que es va estrenar al Club Super3) i europeu, encara que predominen les sèries anime. La cadena ha estrenat en exclusiva a l'estat espanyol sèries innovadores com Shin Chan, Cowboy Bebop, Inuyasha, Neon Genesis Evangelion, Keroro, Doctor Slump o Detectiu Conan entre d'altres, i també n'emet d'altres com Samurai Champloo o One Piece. Totes les seves sèries i programes estan doblats al català.
També, i especialment en els darrers anys, van fer la seva aparició a la graella del K3 sèries nord-americanes i europees.

### Anime
- Arc the lad
- Azuki
- Blau
- Bleach
- Bobobo
- Bola de Drac
- Bola de Drac GT
- Bola de Drac Z
- Bola de Drac Z Kai
- Boys be…
- Candy Candy
- Capità Harlock
- City Hunter
- Clamp, club de detectius
- Comic Party
- Conan, el nen del futur
- Corrector Yui
- Cowboy Bebop
- Detectiu Conan
- DNA²
- Doctor Slump
- Domo-kun
- Doraemon
- El nou Dr. Slump
- El Rei Artur
- Els dotze regnes
- Escaflowne
- Escola de bruixes
- FLCL
- Fly
- Fruits Basket
- Fushigi Yûgi
- Get Backers
- Georgie
- Harley Spiny
- Hattori, el Ninja
- I My Me! Strawberry Eggs
- Inuyasha
- Jeanne, la lladre kamikaze
- Karekano
- Keroro
- Kimagure Orange Road
- Kiteretsu
- Kochikame
- Kamichama Karin
- L'ídol Nagisa
- La llei de Ueki
- Lady Oscar
- Lamu
- Les bessones a St. Clare's
- Loki, el detectiu misteriós
- Love Hina
- La màgica Do-re-mi
- Maison Ikkoku
- Megaman, el ciberguerrer
- Monster
- Musculman
- Nana
- Neo Ranga
- Neon Genesis Evangelion
- Rantaro
- Nieia Under 7
- Nono Chan
- One Piece
- Orphen el bruixot
- Planetes
- Quedes detingut
- Ranma ½
- Remi
- Sailor Moon
- Sakura, la caçadora de cartes
- Sakura Wars
- Samurai Champloo
- Serial Experiments Lain
- Shin Chan
- Slam Dunk
- Taro, l'alienígena
- Trigun
- Tsubasa: les cròniques perdudes
- Utena
- Viewtiful Joe
- Cinturó Negre
- Yu Yu Hakusho

### Programes infantils
- 10+2
- A la manera d'en Waldo
- Angela Anaconda[7]
- Avatar: l'últim mestre de l'aire
- Bandoler
- Billy el gat
- Blinky Bill
- Bob, el manetes
- Caçadors de dracs
- Calamity Jane
- Capelito. El bolet màgic
- Capitaine Fracasse
- Charlie Brown i Snoopy
- Cliff Hanger
- Clyde
- Codi: Lyoko
- Combat Xaolín
- Contes Animats d'arreu del món
- Contes del guardià de la cripta
- Coses de casa
- Cyrano 2022
- Daniel el trapella
- Delfy
- Doc Eureka
- Ei, Arnold!
- El noi de Malàisia
- El Professor Iris[8]
- El show de Hoppity Hooper i Roger Ramjet[9]
- El Xai Shaun
- Els Bobobobs
- Els capsigranys
- Els cotxes esbojarrats
- Els Fruittis
- Els Gaudins
- Els Germans Dalton
- Els Hoobs
- Els increïbles germans Adrenalini[10]
- Els Picapedra
- En Danny i el pare[11]
- Enigma
- Equip Galaxy
- Espies de veritat
- Fantomcat
- Ferros a les dents
- Futbol galàctic
- Garfield i els seus amics
- Gat i Gos
- Històries estrambòtiques
- Jacob Dos-Dos[12]
- Juanito Jones
- L'abella Maia
- L'hora del Timmy
- L'inspector Gadget[8]
- L'inspector Mouse
- L'orquestra de l'Oscar
- La brigada dels fossers
- La bruixa Avorrida
- La Lua i el món
- La pantera rosa
- La penya del pollastre
- La vida moderna d'en Rocko[8]
- Les aventures del llibre de les virtuts[13]
- Les aventures d'en Rocky i en Bullwinkle[13]
- Les aventures d'en Massagran
- Les aventures de Tintín
- Les tres bessones
- Les Tortugues Ninja
- Llops, bruixes i gegants
- Lola & Virginia
- Lucky Luke
- Marsupilami
- Martin Mystery
- MIC
- Mona la vampira[7]
- Monstres de veritat
- Montana
- Papir
- Patates i dracs
- Pingu
- Piu el pardal
- Pocket Dragons
- Poochini
- Popeye el mariner
- Princesa Xahrazad
- Reboot
- Rocket Power[14]
- Rovelló[7]
- Sagwa, la gata siamesa[15]
- SamSam
- Scooby Doo
- Space Goofs
- Spirou
- Starla i les amazones de les joies[16]
- Sylvan
- Tabaluga[7]
- Teletubbies
- Teo
- Time Jam: Valerian and Laureline
- En Thomas i els seus amics
- Tom i Jerry
- Tots els gossos van al cel
- Un drama total d'illa
- Una mà de contes
- Vampirs, pirates i àliens
- Wickie el viking
- X-Men
- X-DuckX

### Sèries
- Beverly Hills, 90210
- Babylon 5
- Celebrity Deathmatch
- Dària
- Downtown
- Dr Who
- Edgemont
- El doctor Katz
- El món d'en Beakman
- El món Perdut
- El príncep de Bel Air
- Embruixada
- Farscape
- Freqüència 04
- Hollyoaks
- Kenan & Kel
- L'imperdible Parker Lewis
- Rin=Dim
- Som així
- Stargate
- Superagent 86
- Thunderbirds
- Undergrads
- Zoe, Duncan, Jack i Jane

## Emissió

### Analògica
En la seva versió analògica, el K3 compartia emissió amb El 33 al llarg del dia. Normalment emetia de dilluns a divendres des de les 6:00 fins a les 20:30 o 21:00. Els caps de setmana emetia algunes hores al migdia.
El canal es podia veure a tot Catalunya, les Illes Balears, el País Valencià i en algunes zones de l'Aragó (com la Franja de Ponent) i el Rosselló (Catalunya Nord).

### TDT
A la TDT, el K3 estava separat d'El 33. La cadena infantil emetia en TDT tots els dies des de les 7:00 fins a les 21:30, compartint el senyal amb el Canal 300. Existien espais exclusius per a la TDT en aquest canal, com sèries o pel·lícules.
Emetia per a Catalunya en el MUX pertanyent a la CCMA a cada província, encara que també es podia veure a parts del País Valencià a través dels repetidors instal·lats per l'ACPV, i des del 18 de febrer de 2010 en la TDT de les Illes Balears a través del segon múltiplex del Govern de les Illes Balears (UHF 26).

### Audiències
| Any  | Gener | Febrer | Març | Abril | Maig | Juny | Juliol | Agost | Setembre | Octubre | Novembre | Desembre | Mitjana anual |
| ---- | ----- | ------ | ---- | ----- | ---- | ---- | ------ | ----- | -------- | ------- | -------- | -------- | ------------- |
| 2001 |       |        |      |       | 6,1% | 6,3% |        |       |          |         | 6,5%     |          | 6,1%          |
| 2002 | 7,1%  | 7,0%   | 7,0% | 6,8%  | 6,9% | 6,8% | 7,9%   | 7,0%  | 7,0%     | 6,8%    | 7,1%     | 7,2%     | 7,0%          |
| 2003 | 6,8%  | 7,1%   | 7,1% | 7,3%  | 7,1% | 7,1% | 7,0%   | 6,2%  | 6,3%     | 6,5%    | 6,5%     | 6,3%     | 6,8%          |
| 2004 | 6,4%  | 6,6%   | 7,0% | 6,9%  | 6,1% | 6,1% | 6,4%   | 6,1%  | 6,6%     | 5,6%    | 5,7%     | 5,2%     | 6,2%          |
| 2005 | 5,3%  | 5,2%   | 5,2% | 5,2%  | 5,3% | 5,7% | 5,5%   | 5,4%  | 5,4%     | 4,9%    | 5,1%     | 5,0%     | 5,3%          |
| 2006 | 4,8%  | 4,8%   | 4,5% | 4,6%  | 4,5% | 4,4% | 4,3%   | 4,2%  | 4,3%     | 3,9%    | 3,9%     | 3,9%     | 4,3%          |
| 2007 | 3,8%  | 3,6%   | 3,6% | 3,5%  | 3,1% | 3,5% | 3,9%   | 3,9%  | 3,4%     | 3,1%    | 3,0%     | 2,9%     | 3,4%          |
| 2008 | 2,9%  | 2,8%   | 2,9% | 2,9%  | 2,8% | 2,9% | 3,2%   | 2,9%  | 3,3%     | 2,9%    | 2,6%     | 2,8%     | 2,9%          |
| 2009 | 2,6%  | 2,5%   | 2,5% | 2,3%  | 2,0% | 2,0% | 1,8%   | 1,6%  | 1,7%     | 1,3%    |          |          | 1,9%          |

## Belluga el K3
Des del 2002, el K3 realitzava un concurs anual anomenat "Belluga el K3", en el qual els concursants enviaven molinets per al canal d'entre 5 i 10 segons de durada en els quals, de forma obligatòria, havien d'incloure una de les músiques i finalitzar el molinet amb el logotip del K3 (aquest material es podia descarregar des de la pàgina web del canal). Hi havia modalitats diferents: en els principis només hi havia dos, una de fins a 16 anys i una altra per a nois i noies a partir de 17, però a poc a poc també s'hi va incloure la modalitat de vinyetes. Aquesta consistia a fer una vinyeta sobre una petita història que acabés amb el logotip del canal, i quan s'enviés a la direcció del canal, el responsables del concurs s'encarregarien de transformar la vinyeta en un vídeo en format de molinet per mitjà de programes d'animació per ordinador. El concurs va tenir set edicions, i en el 2009 no hi va haver concurs perquè ja s'havia planejat substituir el K3 pel nou Canal Super3 a l'octubre.

## Imatge corporativa
El seu primer logotip estava acompanyat en els molinets per ninots dissenyats en 3D que interaccionaven i realitzaven escenes, les quals sempre finalitzaven amb aquests veient el logotip del K3. Més endavant en el 2004, es van desenvolupar nous elements dissenyats en Flash que consistien en objectes de la vida quotidiana (televisor, motxilla, coixí...) i que sempre estaven representant situacions que, igual que en els primers molinets, acabaven amb el logotip del K3 dibuixat. Els elements que més van destacar van ser els sprays de graffiti, que eren els qui representaven el concurs anual "Belluga el K3". Quan es va renovar el logotip i substituir per un de nou dissenyat per l'estudi de disseny Zeligstudio, van desaparèixer aquests elements. En els molinets, llavors, només s'hi incloïen objectes de format real i objectes dissenyats en 3D però sense realitzar cap acció.